# إمارة زراكي
إِمارة زركي (تُعرَف أيضًا باسم زرقي أو زراكي أو زيريكي) هي إمارة كردية أسسها الشيخ حسن زركي في شمال ماردين في بداية القرن الثالث عشر، وتألفت من مناطق عتاق وترجيل وكردكان ومهراني. قامت الإمارة بالعديد من الأعمال المعمارية في القرن الخامس عشر، أهمها مسجد أحمد بك.
ظهر من سلالة الشيخ حسن زركي أربع أسر حاكمة، الأولى هي درزيني وأسسها هابل بن الشيخ في قلعة ديرزير، والثانية هي كردكان وأسسها حفيد هابل في قلعة كردكان الواقعة بين منطقتي ديار بكر وميافارقين، والثالثة هي عتاق وأسسها أمير زرقي في قلعة عتاق في ديار بكر، أما الرابعة فهي ترجيل وقد قامت في قلعة ترجيل على مقربة من ديار بكر.

## التاريخ
تَأسسَت الإمارة في عام 1335 بعد فَتْح زيدو، وهو سليل الشيخ حسن زركي لقلعة بوغات في ميافارقين.

### فترة آق قويونلو
بَلغَت إمارة زركي ذروة قوتها خلال فترة آق قويونلو، لتشمل مناطق ماردين وديار بكر وبدليس وتضم إمارة بدليس بعد زواج أمير آق قويونلو أوزون حسن من ابنة أمير عمر الزركي في عام 1483. هجمَ الصفويون إمارة زركي وباقي الإمارات الكرْديَّة في عام 1507، وتمكنوا من احتلالها باستثناء منطقة عتاق.

### الفترة العثمانيَّة
كانت إمارات الزركي في كردستان العثمانية عقارات سُلالِيَّة يحكمها أُمَراء الكرد من قبيلة الزركي، ومنحت الحكم الذاتي من قبل السَّلطنة العثمانيَّة من عام 1514 حتى عام 1835 مع إمارات كردية أخرى بعد معركة جالديران. أبرمَ سليم الأول اِتفاقًا مع زعماء القبائل الكرْديَّة، مما سمح لهم بمواصلة حكم أوطانهم مقابل التنسيق في الدفاع عن الحدود العثمانية من الدولة الصفوية. ضمت منطقة كردكان الزركية إلى إمارة بدليس الكردية في عام 1709. أعلن حكام الإمارة الاستقلال في عام 1830، ولكن هوجموا من قبل العثمانيين في عام 1835 وتم نفي أفراد أسر الحاكمة إلى مدينة أدرنة، مما أدى لانهيار الإمارة.